# Gardenia sootepensis
Gardenia sootepensis là một loài thực vật có hoa trong họ Thiến thảo. Loài này được Hutch. mô tả khoa học đầu tiên năm 1911.

## Hình ảnh

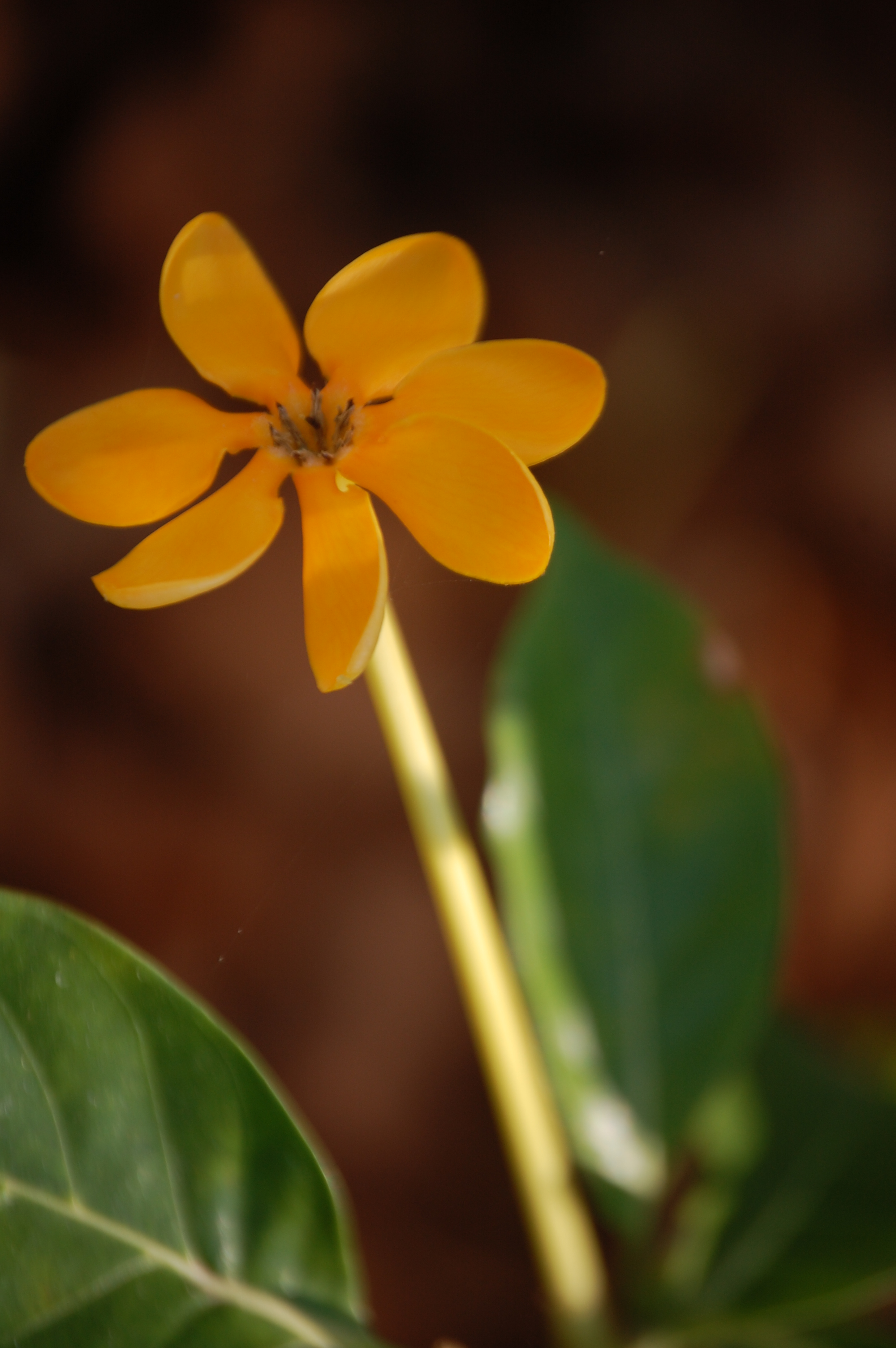
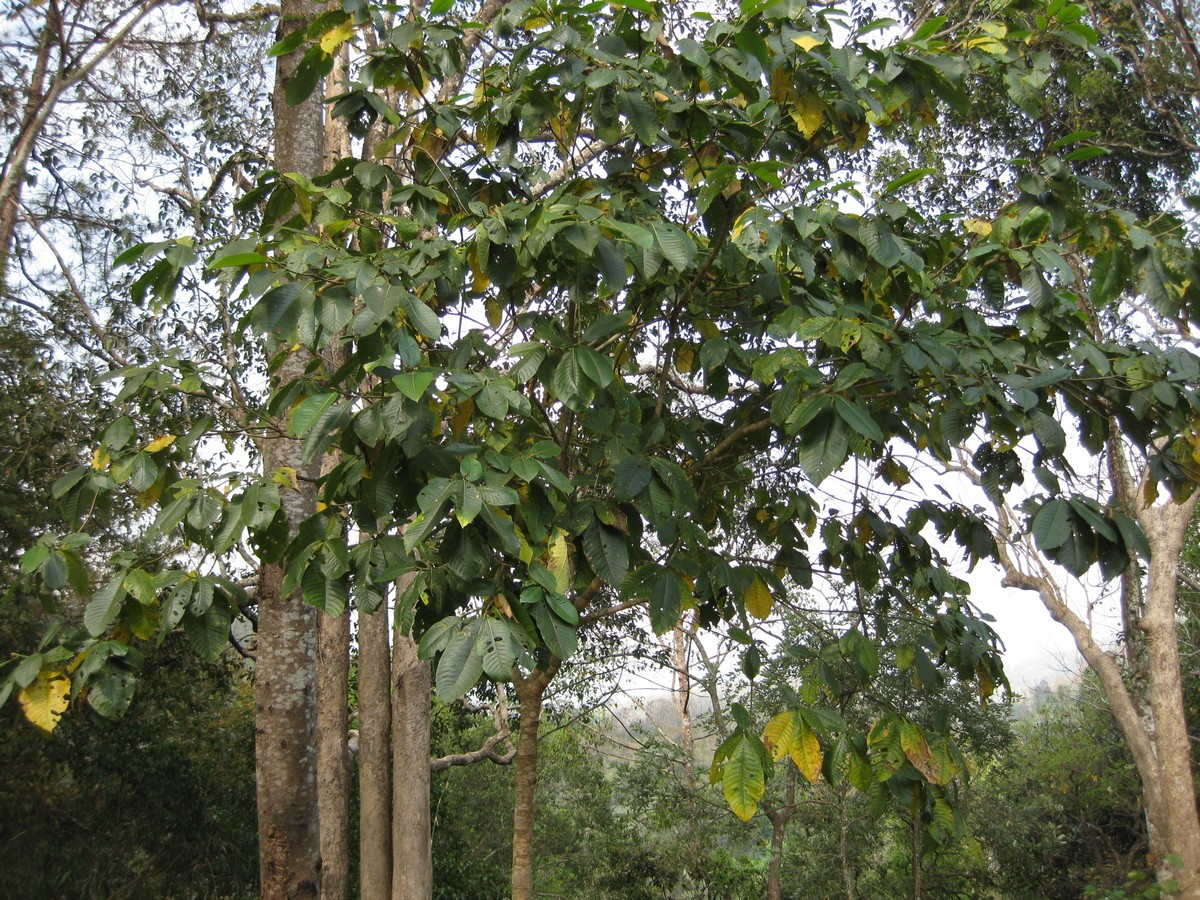
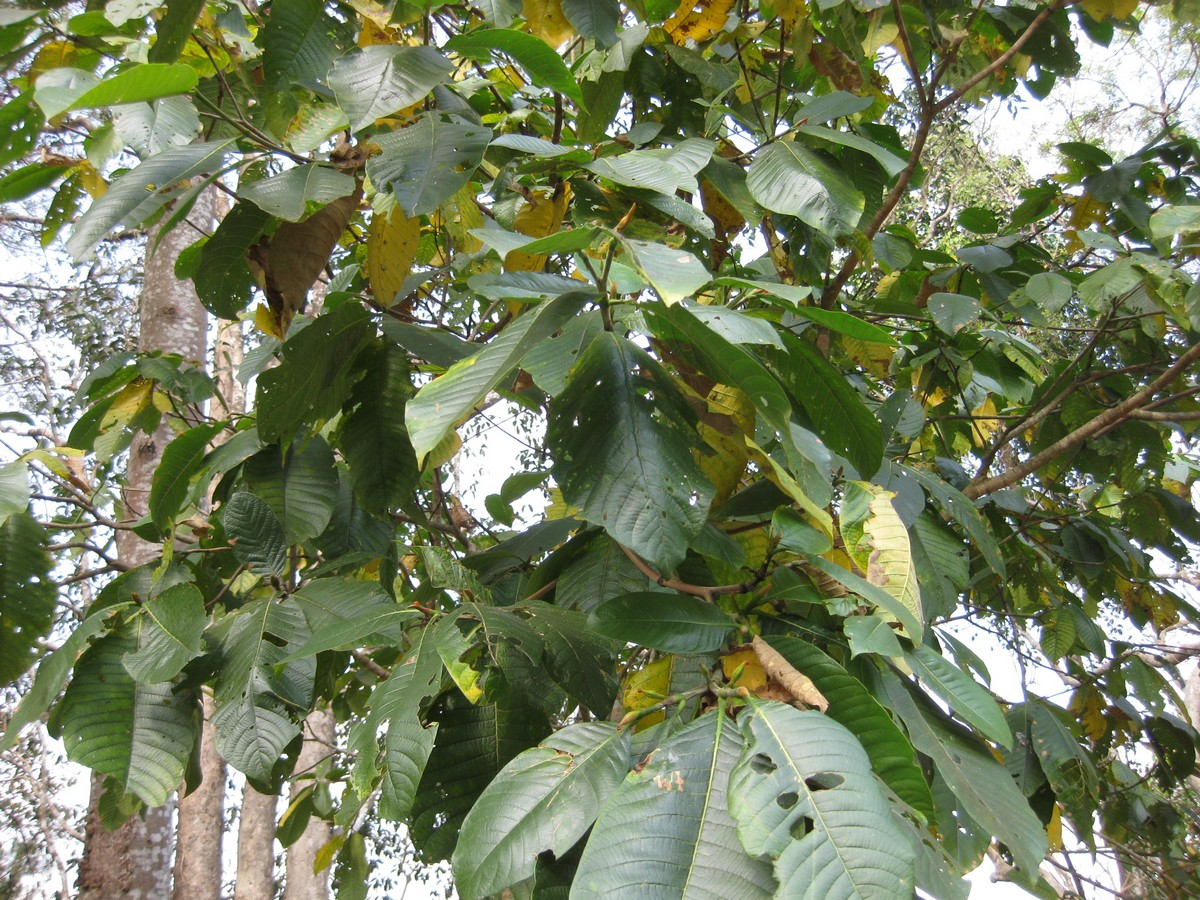
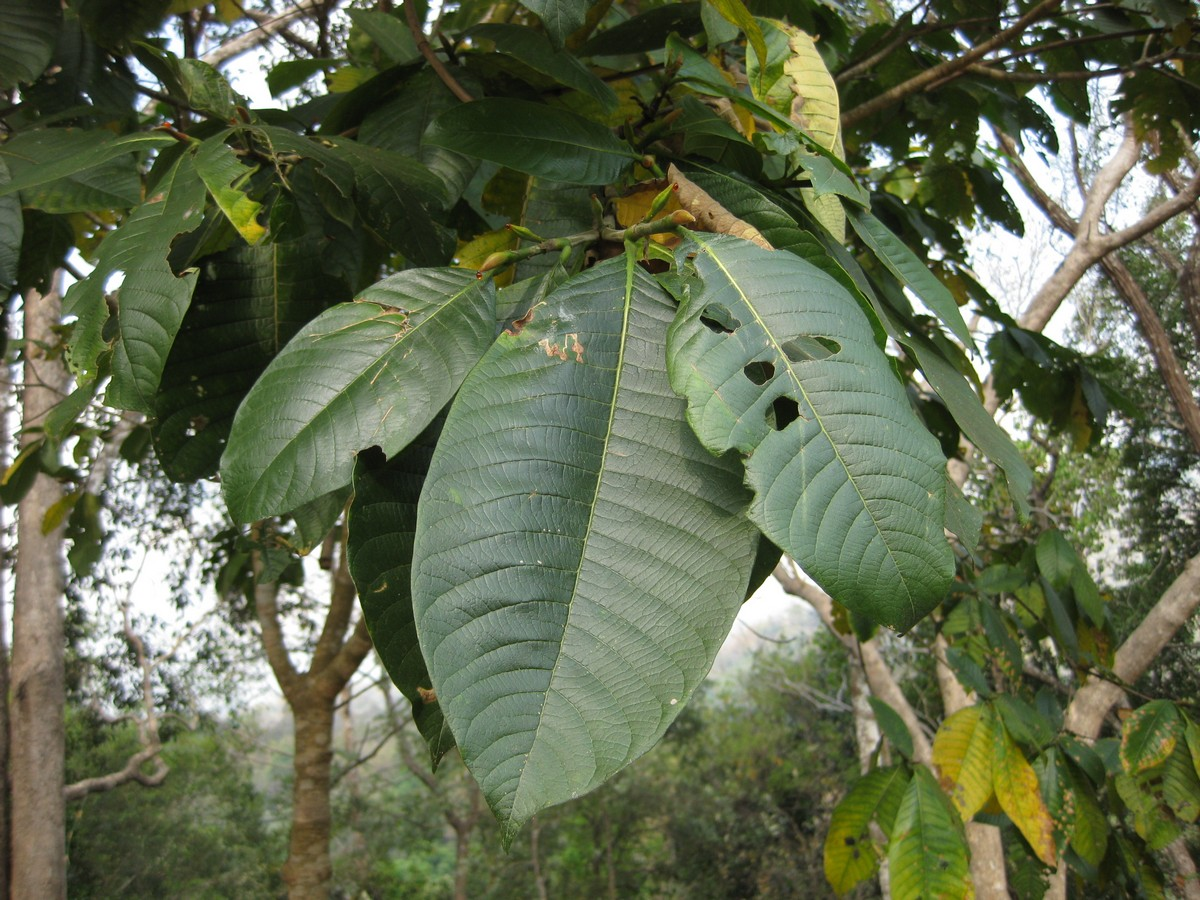